# ورق‌های پویانما

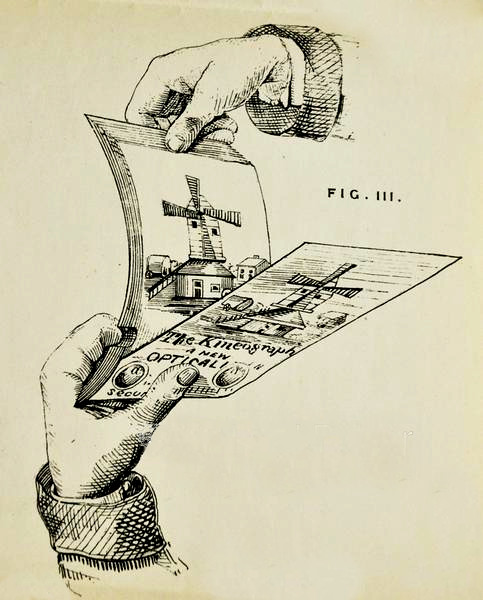
کینئوگراف اختراع لینت ۱۸۶۸

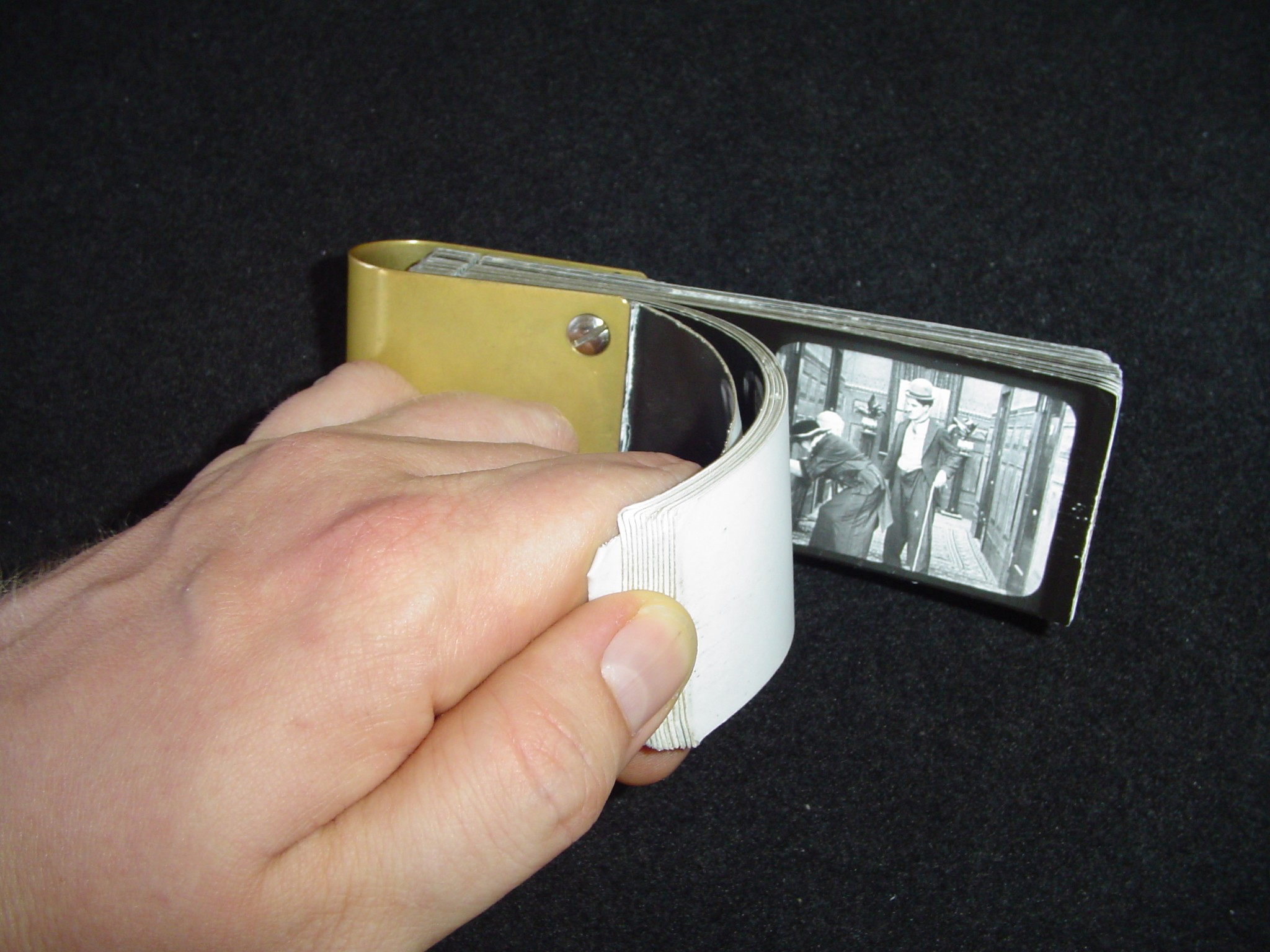
ورق‌های پویا یا فلیپ بوک

ورق‌های پویانما فلیپ بوک (Flip book) یا انیمیشن دفترچه‌ای یا کینئوگراف Kineograph، یک روش متحرک‌سازی آسان است که به عنوان یک وسیلهٔ سرگرم‌کننده در سالهای ۱۸۰۰ میلادی در اروپا وآمریکا متداول شد. ورق‌های پویانما به روش تورق سریع امکان متحرک سازی اشکال را پدید می‌آورند.
سالها قبل از به‌وجود آمدن رایانه و حتی خیلی قبل از اختراع سینما، انیمیشن دفترچه‌ای وجود داشته است. هنرمندانی گمنام پشت نیمکتهای کلاس با ترسیم تصاویری در گوشه‌ی یک کتابچه کوچک و بُر زدن سریع آن، انیمیشن های دفترچه ای را خلق می کردند. تصاویر در هر صفحه کمی با هم متفاوت هستند و به همین دلیل وقتی به سرعت ورق می‌خورند‌، می توانید حرکت سیال تصاویر را مشاهده کنید.
«Flipbook یکی از قدیمی ترین و جذابترین تلاشهای خلق تصاویر متحرک قبل از اختراع سینمای انیمیشن است.»